# メッシュフリー法
メッシュフリー法 (Meshfree method) は、偏微分方程式(PDE)の境界値問題を離散化近似で従来の有限要素法(FEM)の様なメッシュ無しで近似解を得る数学的アプローチの総称である。多くのアプローチが存在する。

## 歴史と概要
積分形式（弱形式）であるFEMの延長線上として、仏研究者のDEM法(Defused Element Method)はデータ補間に用いられる移動最小二乗法(MLS)(Moving Least Square)を形状関数作成に応用したものである。DEMは形状関数計算に必要となるモーメント逆行列を効率化のために逆行列を厳密には求めないで近似する手法を採用した。その後モーメント逆行列を時間を掛けて真面目に計算し、後述の変位境界条件設定に対してラグランジュの未定乗数法を採用したEFG(Element Free Galerkin)が米ノースウェスタン大学の研究者から提案されて始まった。従来のFEMでは対象を微小要素（メッシュ）分割して、弱形式の重みつき残差法のガラーキン法等を使う。一方メッシュフリー法では要素分割を行わず、Node（節点）配置をして同様に弱形式のガラーキン法で解く方法と、微分形式（強形式）を直接解く節点法(collocation)がある。

## FEMとの相違
EFGやRKPM形状関数はグローバル近似であり、ローカル近似のFEMとは異なる。従って、周囲のnode検索範囲を指定するための "support size" や "domain of influence" などのパラメーターが存在する。それらが小さい場合には局所性が顕著になり、また大きい場合には全体としてなだらかな近似になるが、大きくし過ぎれば近似精度が低下する。数学的には同じく弱形式であるFEMとの相違は、形状関数の作成法であり、積分をガウス積分を用いて近似するためにバックグランドセルと呼ばれるセルを必要とする場合がある。これでは真のメッシュフリー法であるとは言えない。その解決策として、節点積分を用いることでバックグランドセルを不要にする方法も提案されている。それに対して、collocation法は完全なメッシュフリー法であり、積分が不要で効率的な方法ではあるが、得られる近似解の精度が低いという問題点がある。

## 主なメッシュフリー法
弱形式（微分方程式を積分方程式に置き換え解く）
- Diffuse Element Method(DEM)
- Element Free Galerkin(EFG)
- Reproducing Kernel Particle Method(RKPM)
- Natural Element Method(NEM)

etc
強形式（微分方程式を解く）
- Collocation Method(Radial Basis, Polynomial,etc)
- Smoothed Particle Hydrodynamics(SPH)

etc

## メリットとデメリット
メリット（主に弱形式）
- 要素分割を行わないので、プリプロセス時間が節約でき、複雑な形状も扱える。
- 亀裂伝播や大変形などの、メッシュが解析に影響する問題も扱える。
- C1補間が容易で板やシェル解析に強い。重み関数(weight/kernel/window function)と同じ連続性で補間することが可能。
- エンリッチ関数の挿入が容易である。
- node増加による解の収束はFEMよりも早い。

デメリット（主に弱形式）
- 要素単位での積分ができず形状関数(trial function)が有理関数になるためガウス積分を用いても多数の評価点が必要となる。節点積分(SCNI等)も提案されて精度の良いガウス積分をより効率的に計算できるようにはなったが、各nodeで形状関数が異なるため複数回の積分が必要になる。また形状関数作成の際に、周辺nodeの探索にはかなりの時間を要し、その結果として解析時間はFEMより長くなる。要素連結情報を最初に作成するFEMに比べて、周囲のnodeを逐次に探索するメッシュフリー法では、計算時間が短いとは一概には言えない。
- 変位境界条件の適用がFEMの場合のようには容易にできない。ラグランジュの未定乗数法、ペナルティ法等が必要になる。
- 節点値はFEMのように厳密には満たさない。FEMの様にクロネッカーのデルタプロパティを基本的に持たず、最小二乗法のように平均して満たす近似解となる。従って、FEMのように係数行列=節点変位とはならない。

## 今後の応用
メッシュフリー法の応用分野は、大変形問題、破砕問題、複雑形状問題、亀裂等の不連続問題、応力特異性などであり、メッシュによる解析制限が無い事が利点である。FEMに代わる理論として期待されたが、現実には上述の問題があるためにFEMを置き換える理論にまではなっていない。今後はメッシュの採用により不具合が生じるようなFEMが不得意とする現象に限定した解析法として発展すると思われる。

## 関連文献
- 日本計算工学会(編)、鈴木克幸、長嶋利夫、萩原世也：「メッシュフリー解析法」、丸善出版、ISBN 978-4-621-07259-2（2006年10月)。
- Grady Wright: Meshfree Methods for Scientific Computing (You Tube)